# Platan klonolistny w Lwówku Śląskim
Platan klonolistny w Lwówku Śląskim – pomnik przyrody, platan klonolistny (Platanus xacerifolia (Platanus xhispanica)), rosnący w Lwówku Śląskim przy skrzyżowaniu alei Wojska Polskiego, ulicy Brodatego i Zamkowej. Prowadzi do niego biegnący wzdłuż cmentarza komunalnego w Lwówku Śląskim niebieski szlak. Między cmentarzem komunalnym a drzewem przepływa potok Płóczka.
Obwód pnia wynosi 641 cm, wysokość 27 m, a pierśnica mierzy 204 cm. Platan opatrzony jest stosowną tabliczką.
W 2018 mocą uchwały rady miejskiej w Lwówku Śląskim zniesiono status pomnika przyrody pobliskiego platana klonolistnego, znajdującego się przy skwerze Miast Partnerskich, złamanego w wyniku gwałtownych wiatrów.